# Place Trioumfalnaïa
Pour les articles homonymes, voir Place Maïakovski.
La Place Trioumfalnaïa (russe : Триумфальная площадь) ou place Maïakovski voire Maïakosvskaïa de 1935 à 1992, est une place dans le district Tverskoï du district administratif central de Moscou sur la ceinture des Jardins entre la rue Bolshaya Sadovaya, la 1ère et la 2ème rue Brestskaïa, la 1ère rue Tverskaïa Iamskaïa, Orujeïny Pereoulok, la rue Sadovaïa Trioumfalnaïa et la rue Tverskaïa.
C'est sur cette place que se trouve une statue de Maïakovski (ru), érigée en 1952.
Tous les mois, le dernier dimanche du mois, des « lectures de Maïakovski (ru) » sont organisées, selon une tradition soviétique réactivée (la première de ces lectures a eu lieu lors de l'inauguration du monument de Maïakovski),.
Les bus m1, n1, n12, e30 s'arrêtent à la place Trioumfalnaïa. Sous la place se trouve la station de métro Maïakovskaïa.